# PHP研究所

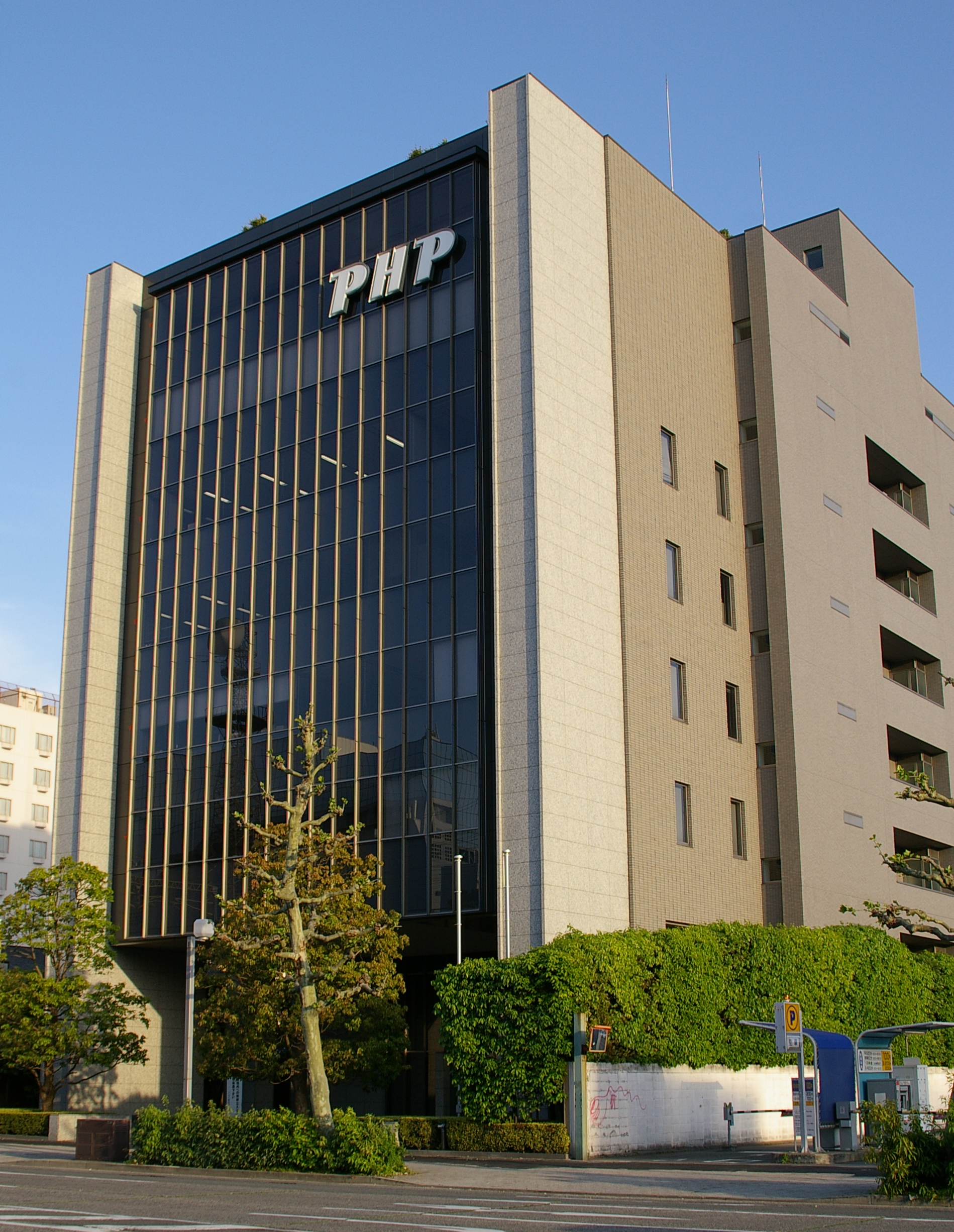
PHP研究所

株式会社PHP研究所是日本的一個民間智庫暨出版社，由松下電器（Panasonic）創辦人松下幸之助於1946年所創立。東京总部位于東京都江東区丰洲5丁目6番地52号（35°39′2″N 139°47′57″E / 35.65056°N 139.79917°E），京都总部位于京都市南区西九条北之内町11号（34°59′1.8″N 135°45′16.6″E / 34.983833°N 135.754611°E）。

## 社名
「PHP」取自。松下幸之助希望透過心靈與物質兩方面的繁榮興盛，以達到和平與幸福。

## 概要
在2010年以前，PHP研究所的出版與智庫兩大事業體各自獨立運作；出版方面，除了機關刊物雜誌《PHP》與政論雜誌《Voice》以外，亦有叢書《PHP文庫》。隨著日本動漫文化的興盛，PHP研究所陸續出版了有萌系美少女插圖的科普書籍及輕小說。2010年，智庫與出版社合併，出版的營收佔整個公司的九成。智庫經常舉辦論壇等活動，向日本政府做政策進言，與松下政經塾為姐妹社團關係。

## 外部連結
- （日語）（英文）PHP研究所官方網站